# Acanthopagrus butcheri
Espèce
Répartition géographique
Statut de conservation UICN

 LC  : Préoccupation mineure
Acanthopagrus butcheri est un poisson estuarien de la famille des Sparidae. C'est un poisson parfois confondu avec Acanthopagrus australis mais qui s'en distingue par l'absence de jaune sur les nageoires ventrale et anale.

## Description
Acanthopagrus butcheri a un corps haut et relativement comprimé latéralement, avec les nageoires dorsale et ventrale symétriquement courbes.
La bouche est de taille modérée comparée au corps et possède six incisives à l'avant des mâchoires inférieure et supérieure.
Les molaires sont positionnées par groupe de quatre ou cinq sur chacun des côtés de la mâchoire supérieure et par groupe de trois ou quatre sur les côtés de la mâchoire inférieure, les molaires les plus antérieures étant les plus petites .
Le corps est couvert de grandes écailles qui peuvent être de forme cycloïde ou légèrement cténoïde.
La tête est essentiellement dépourvue d'écailles, excepté les opercules.
Un fourreau d'écailles couvre les bases des rayons mous des nageoires dorsale, anale et caudale. La ligne latérale compte de 52 à 58 écailles.
Il y a une unique nageoire dorsale, qui commence légèrement en arrière de la limite postérieure de l'opercule et qui comporte de 10 à 13 rayons épineux placés en avant de 10 à 13 rayons mous. La nageoire anale consiste en 3 rayons épineux antérieurs et de 8 à 10 rayons mous, alors que la nageoire pectorale possède de 14 à 16 rayons et la nageoire ventrale possède une longue épine et cinq rayons mous .
Acanthopagrus butcheri est argenté, de brun-doré ou bronze à gris-vert sur le dos comme sur les flancs avec parfois des reflets verdâtres, suivant son habitat. Le ventre est blanc. Les nageoires sont toutes sombres, et pourvues de bordures noires. La nageoire caudale étant souvent brun-olive sombre .
L'espèce atteint un maximum de 60 cm et un poids de 4 kg, avec un âge maximal de 29 ans mais est plus commune à des tailles de 23 à 25 cm et sous 2 kg .
À trois ans, les individus mesurent entre 6 et 16 cm.

## Distribution et habitat
Acanthopagrus butcheri, comme de nombreux sparidés, est capable de supporter de grandes variations de salinité. C'est une espèce endémique du Sud de l'Australie habitant les eaux côtières, de la baie Shark, à l'Ouest, dans l'État d'Australie-Occidentale, à Mallacoota, à l'Est, dans l'État de Victoria, ainsi que toutes les côtes de Tasmanie, au Sud.
Cette espèce est avant tout une espèce côtière bien qu'elle soit parfois trouvée sur des hauts-fonds du plateau continental. Elle habite surtout dans les environnements estuariens, remontant assez haut dans les rivières et les ruisseaux lors de la ponte, en été austral.
Acanthopagrus butcheri est aussi notoirement présent dans les lagunes et dans les embouchures, de manière intermittente.
C'est le seul sparidé estuarien d'Australie. Les larves et les juvéniles vivent dans les herbiers des estuaires peu profonds.
Dans les estuaires et les secteurs d'eau douce, cette espèce recherche la protection de structures immergées telles que des branches d'arbre, des jetées, des tables à huitres ainsi que des zones rocheuses, alors que dans les eaux plus profondes des lacs côtiers ou des étangs salins, elle est souvent présente sur des substrats sableux ou vaseux dégagés . 
Acanthopagrus butcheri est rarement présent en milieu marin mais est souvent repoussé des ruisseaux lors des périodes d'inondation et est capable de survivre en mer, où il colonise les hauts-fonds côtiers et les littoraux rocheux .
Il est très commun dans le Sud de l'État de Victoria, où il habite de nombreux estuaires. Les lacs du Gippsland, l'anse de Mallacoota et le lac Tyers sont les eaux les plus densément peuplées de l'État et l'espèce est fréquente le long du littoral . Elle n'est pas aussi prolifique en Australie-Méridionale, où les îles Coorong et Kangourou sont les secteurs les plus peuplés de l'État.
Cette faible densité peut être expliquée par le fait que cet État présente très peu de rivières et d'estuaires, bien que Acanthopagrus butcheri ait été pêché dans des pièges à homards dans des secteurs inattendus tels que 
le golfe Saint Vincent et des hauts-fonds rocheux profonds présents au large de la baie Streaky .
Acanthopagrus butcheri est répandu au Sud de l'Australie-Occidentale, avec de très nombreux estuaires abritant cette espèce. Les anses Culham et Stokes sont connues pour abriter de nombreuses populations de ce poisson .

## Taxonomie
Acanthopagrus butcheri est l'une des onze espèces du genre Acanthopagrus, de la famille des Sparidae. Acanthopagrus butcheri a été tout d'abord confondue avec sa proche cousine Acanthopagrus australis, avec des spécimens regroupés sous le nom de Mylio australis par Rudall, Hale and Sheriden . En 1949, lors d'une révision des dorades présentes en Australie Ian Munro trouva que M. australis consistait en fait en deux espèces distinctes et créa la nouvelle espèce Mylio butcheri. Munro basa cette classification sur un nombre de nouveaux spécimens dont l'un provenait des lacs du Gippsland de l'État de Victoria, et qu'il désigna comme l'holotype. Mylio butcheri fut plus tard changée en Acanthopagrus butcheri lorsque le genre exact fut identifié.
A. butcheri n'a pas de nom vernaculaire en français, mais en possède plusieurs en anglais, qui sont aussi employés pour d'autres espèces cousines, tant en Australie qu'ailleurs. L'espèce est appelée "southern black bream", et régionalement "black bream," "Perth bream," "Gippsland bream" et "blue-nose bream". "Blue-nose bream" est utilisé pour des poissons dépassant le poids de 1 kg, en raison du fait qu'à partir de cette taille leur museau commence à prendre des nuances bleutées .

## Reproduction
Acanthopagrus butcheri acquiert la maturité sexuelle à un âge qui dépend des zones. C'est 2 ou 3 ans en Australie-Occidentale et Australie-Méridionale, alors que c'est 5 ans dans l'État de Victoria. 
L'âge de maturité sexuelle dépend aussi du sexe, les femelles devenant en général matures un an plus tard que les mâles.
La période de ponte dépend elle aussi des zones ; les populations d'Australie-Occidentale pouvant pondre de juillet à novembre, celles d'Australie-Méridionale de novembre à janvier et celle de Victoria d'octobre à novembre. Lors de la saison de reproduction, cette espèce est connue pour remonter les fleuves et rivières afin de pondre, causant un afflux de juvéniles quelques mois plus tard. Les reproducteurs migrent dans le cours supérieur des fleuves et des ruisseaux où ils disséminent leurs œufs, chaque individu femelle en produisant de 300 000 à 3 millions par saison. Les œufs sont petits et pélagiques et éclosent deux jours après la fécondation.
Les juvéniles passent les quatre années suivantes de leur vie dans les fleuves, les estuaires et une partie du littoral, souvent observés en bancs au-dessus des herbiers des bordures peu profondes des estuaires. C'est lorsqu'ils atteignent 5 ans que les individus vivant en milieu marin gagnent les hauts-fonds de haute mer, ne retournant dans les fleuves qu'aux périodes de reproduction, étant donné qu'ils ne peuvent pas achever leur cycle biologique en mer. Acanthopagrus butcheri est susceptible de vivre jusqu'à l'âge de 29 ans.
Certaines caractéristiques peu communes ont été observées chez Acanthopagrus butcheri, notamment l'existence d'individus hermaphrodites qui ont à la fois des ovaires et des testicules fonctionnels, avec la capacité parfois observée de changer pour l'un des deux sexes.
Acanthopagrus butcheri est aussi connue pour l'hybridation avec sa cousine Acanthopagrus australis engendrant une progéniture viable, capable de frayer avec les espèces parentes.
C'est le cas uniquement dans un lac côtier où les deux espèces sont confinées ensemble sur des périodes étendues, ce qui facilite les croisements et la création d'une progéniture ayant des caractéristiques morphologiques intermédiaires entre les deux espèces.
Les conditions requises pour causer l'hybridation sont cependant trop rares pour considérer les deux espèces comme des sous-espèces ou même une unique espèce.

## Alimentation
Ce sparidé est un omnivore opportuniste, se nourrissant une large gamme de proies, comprenant des espèces sessiles, enfouies, benthiques et pélagiques. Son alimentation varie suivant les rivières et son comportement opportuniste ne permet pas de faire apparaitre de constance entre les saisons, bien qu'il semble privilégier certaines proies lorsqu'un panel de proies est présent dans son biotope.
Les crustacés, comprenant crabes, crevettes, amphipodes et copépode, sont régulièrement consommés, de même que nombre de vers polychètes ou annélides. Les bivalves tels que des moules et des coques sont broyés entre ses puissantes mâchoires, tout comme des petits poissons tels que les gobies et les anchois.
Les algues du genre Enteromorpha sont aussi une composante importante d'une majorité de poissons.
Dans les parties hautes des ruisseaux, l'alimentation comporte différentes proies qui reflètent la biodiversité dulcicole, avec des insectes, des têtards, des crevettes d'eau douce et des gastéropodes.
Des études menées sur la Rivière Swan suggèrent que le régime alimentaire varie suivant l'âge. Les juvéniles consomment des amphipodes, des vers polychètes et les individus moyens se nourrissent de divers mollusques. La quantité d'amphipodes consommés décroît dans l'alimentation des spécimens plus vieux tandis que la quantité de gros mollusque, crabes et poissons augmente. 
Acanthopagrus fouille activement le substrat, tête basse, et gobant ses proies avec un minimum de mastication.

## Prédateurs
En dehors des Hommes, les oiseaux de mer constituent les prédateurs majeurs d'Acanthopagrus butcheri, avec principalement le pélican, le cormoran noir et le grand cormoran.
Acanthopagrus butcheri est également la proie de plus gros poissons tels que les requins, les raies et nombre de grands poissons téléostéens comme le Maigre africain (Argyrosomus japonicus) et des platycéphalidés.
Certains ectoparasites sont connus pour cette espèce comme des copépodes, des monogènes, des branchioures, de isopodes et des sangsues.

## Pêche et aquaculture
Acanthopagrus butcheri est une cible majeure tant pour les pêcheries commerciales que pour la pêche récréative, compte tenu de sa chair de bonne qualité. Plus de 300 tonnes de ce poisson sont prélevées chaque année par les pêcheurs professionnels.
Les pêcheurs amateurs apprécient également ce poisson pour ses qualités combatives, notamment depuis le développement de leurres adaptés à cette espèce.
Les techniques d'aquaculture sont en cours de développement, avec toutefois un taux de croissance relativement faible.

## Espèces similaires
D'autres membres de la famille des Sparidés sont présents dans les eaux australiennes et peuvent être confondues avec A. butcheri. Acanthopagrus australis est l'espèce la plus proche. Ces deux espèces se côtoient dans le Nord de l'État de Vicoria, avec quelques occurrences d'hybridation suggérant une divergence génétique récente, ce qui ne permet pas de recenser beaucoup de différences génétiques entre les deux espèces.
À l'Ouest de l'Australie, Acanthopagrus latus côtoie Acanthopagrus butcheri, mais s'en distingue par le jaune ostentatoire de ses nageoires ventrales, anale et caudale. 
Rhabdosargus sarba a également une forme semblable mais possède des rayures horizontales dorées qui permettent son identification.